# 市樓六
HD 161056，又名BD-07 4487，SAO 141832、HR 6601，是一颗蛇夫座的恒星，视星等为6.3，位于銀經18.67，銀緯11.58，其B1900.0坐标为赤經17h 38m 23.1s，赤緯-7° 11.58′ 0″。